# Бамба
Ба́мба (ивр. במבה‎) — популярное в Израиле хрустящее лакомство, представляющее собой кукурузные палочки, покрытые арахисовым маслом.

## Общие сведения
Бамба относится к снэкам и производится в Израиле корпорацией «Осем» в городе Холон. Её не следует употреблять людям с аллергией на арахис. Популярна также в Европе и Америке.